# 熊本県立御船高等学校
熊本県立御船高等学校（くまもとけんりつ みふねこうとうがっこう）は、熊本県上益城郡御船町木倉にある旧制中学校を前身とする県立の高等学校。全国高等学校ロボット競技大会では2004年から4連覇、2009年優勝で大会最多の5回優勝をしている強豪校でもある。

## 学科・コース
- 普通科
  - 普通クラス
  - 特進クラス
- 普通科芸術コース
  - 音楽専攻
  - 書道専攻
  - 美術・デザイン専攻
- 電子機械科

## 沿革
- 1921年（大正10年）10月7日 - 文部省より熊本県立御船中学校を熊本県上益城郡木倉村に設置許可
- 1928年（昭和3年）2月 - 御船町立御船実科高等女学校創立。
- 1943年（昭和18年）4月1日 - 御船実科高等女学校を、御船町外十二ヶ町村組合立御船高等女学校に改称。
- 1948年（昭和23年）4月1日 - 御船中学校と御船高等女学校とを統合し、学制改革により熊本県立御船高等学校となる。旧制中学校3年生以下を併設中学校に編入し、かつ学区制採用により旧甲佐高等女学校の女子生徒の一部を収容し男女共学を実施、甲佐地区の本校男子生徒は甲佐高等学校に転出、また定時制を併置
- 1956年（昭和31年）3月31日 - 定時制廃止
- 1956年（昭和31年）5月1日 - 寄宿舎閉鎖
- 1961年（昭和36年）3月31日 - 別科廃止
- 1961年（昭和38年）4月1日 - 機械科・電気科併設、併設に伴い寄宿舎を再開する。
- 1979年（昭和54年）3月31日 - 寄宿舎休寮となる。
- 1986年（昭和61年）4月1日 - 機械科・電気科を廃止し、電子機械科を開設
- 2004年（平成16年）4月 - 普通科芸術コース新設

## 教育方針
本校建学の精神である三綱領「誠実以て人に接す、自ら進んで学を修む、自律以て己を処す」の精神を継承し、新しい校風の創造をめざすとともに、生徒一人一人の個性を伸ばしながら、知・徳・体の調和のとれた有為な人材の育成に努める。

## 部活

### 体育系部活動
- 陸上競技
- 卓球
- バレーボール
- 野球
- バスケットボール
- ハンドボール
- サッカー
- 柔道
- 剣道
- 弓道
- 硬式テニス
- 水泳
- バドミントン

### 文化系部活動
- 放送
- コーラス
  - 2005年（平成17年）第72回全国学校音楽コンクール熊本県コンクール銅賞。
  - 2009年（平成21年）第76回全国学校音楽コンクール熊本県コンクール銅賞・第64回九州合唱コンクール銅賞。
- 吹奏楽
- 華道
- 被服
- マイコン制御
  - 2004年（平成16年）第12回全国高等学校ロボット競技大会優勝
  - 2005年（平成17年）第13回全国高等学校ロボット競技大会優勝
  - 2006年（平成18年）第14回全国高等学校ロボット競技大会優勝
  - 2007年（平成19年）第15回全国高等学校ロボット競技大会優勝
  - 2008年（平成20年）第16回全国高等学校ロボット競技大会準優勝
  - 2009年（平成21年）第17回全国高等学校ロボット競技大会優勝
  - 2010年（平成22年）第18回全国高等学校ロボット競技大会優勝
  - 2011年（平成23年）第19回全国高等学校ロボット競技大会優勝
- 食物
- 美術
- 書道
- ボランティア
- パソコン
- 茶道
- 煎茶道
- 生物
- 図書
- 写真

### 同好会
- 少林寺拳法

## 主な卒業生
- 一ノ瀬優希（女子プロゴルファー）
- 井手宣通（洋画家・文化功労者・日本芸術院会員・勲二等瑞宝章受章）
- 坂田憲雄（洋画家・日展会員・紺綬褒章2度受章・熊本県文化功労者）
- 佐久間伸一（バス歌手・東京二期会会員）
- 杉本恭一（ミュージシャン、レピッシュのギタリスト）
- 西住小次郎（軍人、軍が公式に指定した最初の軍神）
- 浜田知明（版画家）
- 樋口叶（プロサッカー選手）
- MAGUMI（ミュージシャン、レピッシュのメインボーカル）
- 藤木正幸（御船町長）
- 村上賢秀（洋画家・サロン・ドートンヌ会員・紺綬褒章受章・勲三等瑞宝章受章）
- ミートボール（お笑い芸人、肥後ドッコイ）